# Juraj Lupták
Juraj Lupták (2. ledna 1942 Banská Bystrica – 16. července 1987 Bratislava) byl slovenský sexuální násilník a sériový vrah, zvaný též banskobystrický škrtič. Od května 1978 do července 1982 znásilnil a zavraždil tři mladé ženy.

## Mládí a první zločiny
Lupták vyrůstal v dětském domově a odmala rád trávil čas na horách. V mládí vystudoval báňskou školu, ale této profesi se nikdy nevěnoval. V 17 letech propadl alkoholu a začal mít problémy se zákonem – byl potrestán za krádeže a nevhodné sexuální chování. Ve věku 36 let, kdy pracoval jako pastýř, si na louce všiml dvacetileté Eleny Adamové. Udeřil ji do hlavy kamenem, následně ji znásilnil a poté uškrtil. K vraždě došlo 6. května 1978 a tělo oběti, které ukryl v hustém křoví, bylo nalezeno až o rok později – v dubnu 1979. Lupták byl krátce po vraždě zatčen za daňové trestné činy a na několik let vězněn.

## Zločiny z roku 1982
Lupták byl z vězení propuštěn v roce 1982. 2. června v lese narazil na 15letou Lýdii Rydlovou, která se vracela ze školy. Tu znásilnil a následně uškrtil a pohřbil v mělkém hrobě. Při pitvě vyšlo najevo, že Rydlová byla pohřbena zaživa, jak dokazovaly částice hlíny nalezené v plicích. Lupták později tvrdil, že si byl jistý, že oběť byla při pohřbu mrtvá. Na místě vraždy Lupták zanechal rýč, pomocí kterého oběť pohřbil. Při odchodu z místa činu si ho všimli kolemjdoucí, kteří ho později identifikovali. Tělo dívky bylo nalezeno o měsíc později.
Jen několik dní po nálezu těla oběti, 18. července, napadl Lupták další 15letou dívku, tentokrát v centru Banské Bystrice Ivanu Turovou. Udeřil ji kamenem do hlavy, a když byla v bezvědomí, strhl z ní oblečení. Neznásilnil ji ale, protože měla menstruaci. Když dívka nabyla vědomí, prosila o život, ale rozzuřený Lupták ji zbil a poté uškrtil. K vraždě došlo ve večerních hodinách na dvoře budovy Krajského národního výboru.
Dvě sexuálně motivované vraždy ve velmi krátkém období vyvolaly v Banské Bystrici paniku. Ženy se bály vyjít o samotě do ulic a často byly ve společnosti dalších osob. Ve městě začalo pátrání po vrahovi. Lupták proto zůstal raději v horách, kde se cítil bezpečně. Vyčerpán ze skrývání se rozhodl vloupat do domu, načež ho zatkla milice. Na policejní stanici byl identifikován na základě identikitu vypracovaného po druhé vraždě. Lupták se přiznal, a to i k vraždě z roku 1978. Během psychiatrických vyšetření mu byla diagnostikována antisociální porucha osobnosti a sexuální porucha. Za své zločiny byl odsouzen k trestu smrti a 16. července 1987 v Bratislavě oběšen.

## Oběti
| Číslo | Oběť          | Věk | Datum vraždy      |
| ----- | ------------- | --- | ----------------- |
| 1.    | Elena Adamová | 20  | 6. květen 1978    |
| 2.    | Lýdia Rydlová | 15  | 2. červen 1982    |
| 3.    | Ivana Turová  | 15  | 18. červenec 1982 |